# Jules Bigot

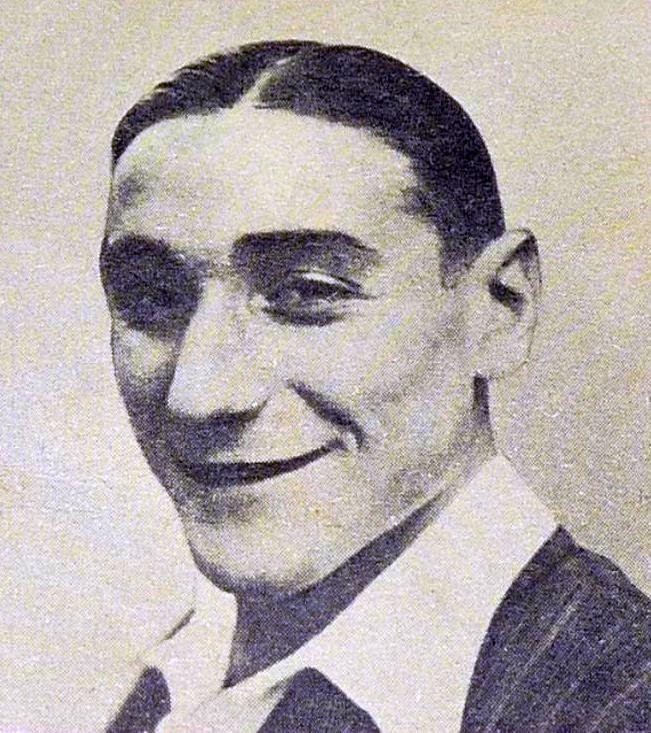
Jules Bigot

Jules Bigot (* 22. Oktober 1915 in Bully-les-Mines, Département Pas-de-Calais; † 24. Oktober 2007 in Lille) war ein französischer Fußballspieler, -trainer und Verbandsfunktionär.

## Spielerkarriere

### In seinen Vereinen
Jules Bigot begann als Straßenfußballer, bevor er mit 13 der ES Bully beitrat. Als Olympique Lille, gerade erster Meister in der neuen professionellen Division 1 geworden, ihn 1933 verpflichten wollte, mussten die Vereinsvertreter erhebliche Widerstände bei den Eltern des 17-Jährigen überwinden. Dann setzte sich der Mittelstürmer aber früh durch, zunächst an der Seite von und bald sogar gegen die beiden Torjäger István Lukács und André Simonyi. Bigot galt während seiner gesamten Zeit im Fußball als freundlich, stets mit einem feinen Lächeln auf den Lippen, bescheiden im Erfolg; er war „kein Schwätzer und kein Schöntuer, dafür ein treuer, zuverlässiger Arbeiter“, zudem ein schnittiger, schneller und torgefährlicher Angreifer. Mit Lille spielte er an der Seite namhafter Sportler wie Jules Vandooren, André Cheuva, Jean Snella, Joseph Alcazar und Julien Darui bis zum Ausbruch des Zweiten Weltkriegs stets in der Spitzengruppe der Liga, wurde 1936 zum Nationalspieler (siehe unten) sowie Vizemeister und stand 1939 im Pokalendspiel, das dann aber Racing Paris mit 3:1 gewann. Seit Herbst 1938 leistete er seinen Wehrdienst bei einer Armeeeinheit in den Ardennen ab und kämpfte dort beim deutschen Einmarsch 1940.
Nach dem Waffenstillstand ging er zur AS Saint-Étienne im unbesetzten Landesteil. Dort stand er in der Mannschaft, die 1942 im Pokal das Endspiel der „freien Zone“ mit 0:1 gegen den FC Toulouse verlor. Für die beiden folgenden Jahre gibt es widersprüchliche Informationen: 1942/43 war er nicht mehr bei der ASSE, dafür evtl. bei OIC Lille; für 1943/44 ist unklar, ob er im Aufgebot der Équipe Fédérale Lille-Flandres stand. Ab 1944 ist seine Zugehörigkeit zum inzwischen aus Olympique, Iris Club und SC Fives entstandenen Fusionsclub OSC Lille aber gesichert. 1945 stand Jules Bigot in seinem zweiten Pokalfinale und musste erneut als Verlierer vom Platz gehen (0:3, wiederum gegen Racing Paris); ein Jahr später fehlte er verletzungsbedingt im diesmal von seiner Mannschaft gewonnenen Endspiel. Dafür gehörte er aber zur Elf, die in derselben Saison Meister der Division 1 wurde. Dies war Bigots erster Titelgewinn; der zweite und dritte folgten dann in 12-Monats-Abständen: 1947 und 1948 (2:0 gegen Racing Strasbourg bzw. 3:2 über den RC Lens) nahm er den Pokal sogar jeweils als Mannschaftskapitän in Empfang. In dieser Mannschaft, die bis ins 21. Jahrhundert zu den ganz großen französischen Teams zählt, stand er inzwischen meist auf der Position des linken Läufers; im Sturm besaß der OSC mit Jean Baratte, René Bihel, François Bourbotte – wie Bigot gleichfalls bis 1933 bei ES Bully –, Boleslaw Tempowski, Roger Vandooren, Jean Lechantre und André Strappe ein üppiges Angebot an Klasseleuten und war auch defensiv (Joseph Jadrejak, Marceau Somerlinck) gut besetzt.
Als Lille 1949 seine dritte Coupe de France in Folge gewann, war Jules Bigot nicht mehr Stammspieler. Deshalb wechselte er im November 1949 als Spielertrainer zu Le Havre AC, wo er sich in Punktspielen aber nicht mehr selbst aufstellte.

#### Stationen
- Étoile Sportive de Bully (als Jugendlicher)
- Olympique Lillois (1933–1939 oder 1940)
- Association Sportive de Saint-Étienne (1940–1942)
- Lille Olympique SC (1944–November 1949)

### In der Nationalmannschaft
Zwischen Februar 1936 und April 1945 hat Jules Bigot sechs Spiele in der A-Nationalelf bestritten, dabei auch einen Treffer erzielt. Er kam mehrfach gegen Mannschaften aus den deutschsprachigen Ländern zum Einsatz: im März 1937 beim 0:4 gegen Deutschland, im April 1945 beim 0:1 gegen die Schweiz und sogar zweimal gegen Belgien (im Mai 1939 sowie im Dezember 1944, jeweils 3:1-Siege).
Seine Einberufung zur Armee – ab 1938 war er auch Mitglied der Militärnationalmannschaft – führte allerdings dazu, dass er nicht einmal als Reservist Berücksichtigung im französischen Aufgebot für die Weltmeisterschaft 1938 fand. Später war es der Krieg, der ihm wie vielen anderen seiner Generation eine größere Zahl von Berufungen verdarb, weil Frankreich zwischen Sommer 1939 und Sommer 1945 lediglich sechs Länderspiele austragen konnte.

## Trainerlaufbahn
Während seiner Tätigkeit beim Erstligisten Le Havre AC absolvierte Jules Bigot die Trainerausbildung als Jahrgangsbester. Anschließend arbeitete er eine Saison beim Zweitligisten FC Rouen und ging im Sommer 1953 zum FC Toulouse, wo er seine größten Erfolge erreichte, indem er mit der Mannschaft 1955 die Vizemeisterschaft und 1957 den Pokal (im Endspiel 6:3 gegen SCO Angers) gewann. In dieser Zeit wurde er außerdem kurzzeitig auch französischer Nationaltrainer, wozu ihn das Auswahlkomitee der Fédération Française de Football in der Nachfolge von Pierre Pibarot bestimmte, nachdem die Franzosen bei der Weltmeisterschaftsendrunde in der Schweiz enttäuschend abgeschnitten hatten. Diese Funktion hatte Bigot allerdings nur kurzzeitig inne; dabei konnte Frankreich den frischgebackenen Weltmeister Deutschland in Hannover mit 3:1 besiegen, wozu der Trainer durch die frühzeitige Auswechslung Ben Bareks gegen den Debütanten und zweifachen Torschützen Foix wesentlich beigetragen hatte. Die Bleus verloren anschließend auch gegen Belgien nicht, dennoch beendete Bigot diese Tätigkeit schon im Februar 1955. Als offiziellen Grund gab er die Doppelbelastung in Verein und Nationalelf an; tatsächlich aber spielte auch der geringe Einfluss eine Rolle, die das Verbandsauswahlkomitee ihm hinsichtlich Lehrgangsgestaltung und Mannschaftsaufstellung gelassen hatte. Sein Nachfolger wurde mit Albert Batteux gleichfalls ein Vereinstrainer aus der Division 1.
Schon in diesen frühen Jahren kamen Jules Bigot seine Erfahrungen als Spieler ebenso wie seine grundsätzlichen Charaktereigenschaften zugute. Als Toulouse die Saison 1957/58 erstmals in Bigots Ägide nur auf dem zehnten Tabellenrang abschloss – wozu auch der Aderlass beigetragen hatte, den der Verein durch den Verlust dreier algerischer Stammspieler erlitt, die mitten während der Rückrunde Frankreich verließen, um sich der Fußballauswahl des FLN anzuschließen –, nahm er die Verantwortung dafür alleine auf sich und kündigte seinen Vertrag. Schon ein halbes Jahr später fand er mit Racing Lens einen neuen Klub, bei dem er bis 1962 blieb. 1959 und 1960 holte er mit den Nordfranzosen jeweils die Coupe Charles Drago. Es folgte 1962/63 ein erstes Engagement in Belgien beim Eerste-Klasse-Verein Cercle Brügge, bevor er dem Ruf „seines“ OSC Lille folgte, der inzwischen nur noch in der Division 2 antrat. Diesen führte er keine zwölf Monate später in die höchste Liga zurück und arbeitete dort noch weitere zwei Jahre. Es folgten drei weniger erfolgreiche Saisons in Belgien: mit ARA La Gantoise stieg 1967 erstmals eine von Jules Bigot betreute Mannschaft ab, und Excelsior Mouscron blieb von 1969 bis 1971 drittklassig.
Von April 1975 bis Jahresende 1980 vertrat Jules Bigot zudem die Interessen der Trainergilde als Mitglied des Bundesrats (Conseil Fédéral) des französischen Fußballverbands. Zwei Tage nach seinem 92. Geburtstag ist er in Lille gestorben.

### Trainerstationen
- Le Havre AC (1950–1952)
- FC Rouen (1952/53, in D2)
- FC Toulouse (1953–1958)
- Französische Nationalmannschaft (Herbst 1954)
- RC Lens (Januar 1959–1962)
- Royale Cercle Sportif Brugeois (1962/63)
- OSC Lille (1963–1966, davon 1963/64 in D2)
- Association Royale Athlétique La Gantoise (1966/67)
- Royal Excelsior Mouscron (1969–1971, in D3)

## Palmarès

### Als Spieler
- Französischer Meister: 1946 (und Vizemeister 1936, 1948)
- Französischer Pokalsieger: 1947, 1948 (sowie Finalist 1939, 1945)
- 6 A-Länderspiele (1 Treffer) für Frankreich
- mindestens 114 Spiele und 69 Tore in der Division 1, davon 112/41 für Lille, ?/28 für Saint-Étienne[15]

### Als Trainer
- Französischer Meister: Fehlanzeige (aber Vizemeister 1955)
- Französischer Pokalsieger: 1957
- Gewinner der Coupe Drago: 1959, 1960